# Bronwyn Harch
Pour les articles homonymes, voir Harch.
Bronwyn Harch (née Bronwyn Christensen en 1969) est une scientifique australienne qui apporte les technologies numériques et les sciences statistiques dans des secteurs tels que l'agriculture, l'environnement, la santé, la fabrication et l'énergie. Bronwyn a près de deux décennies d’expérience en matière de leadership dans la recherche, principalement à la Commonwealth Scientific and Industrial Research Organisation (CSIRO). Elle rejoint le secteur de l'enseignement supérieur en 2014 et a récemment occupé le poste de directrice exécutive de l'Institute for Future Environments (IFE) de l'Université de technologie du Queensland (QUT) à Brisbane. À la mi-2018, Bronwyn rejoint l'Université du Queensland en tant que vice-chancelière adjointe à la recherche et vice-présidente à la recherche.

## Enfance et éducation
Bronwyn Harch vient d'une famille d'agriculteurs de la région rurale de Lockyer, à l'ouest de Brisbane. Elle a fréquenté l'école primaire locale, l'école primaire Laidley North. Pour le lycée, elle a fréquenté l'Ipswich Girls' Grammar School, puis est allée à l'Université du Queensland à Brisbane.
Au vu de ses intérêts et de ses talents en sciences de l'environnement, en mathématiques et en éducation, Bronwyn étudie les sciences de l'environnement et l'enseignement secondaire à l'Université Griffith et à l'Université de technologie du Queensland. Elle obtient un baccalauréat en sciences (avec distinction) en études environnementales australiennes et en enseignement secondaire (mathématiques et sciences) à l'Université Griffith / Université de technologie du Queensland (QUT).
Cependant, à la fin de ses études de premier cycle, Bronwyn s’intéresse de près à la recherche et poursuit par un doctorat en statistiques appliquées au département de l’agriculture de l’Université du Queensland. Son doctorat, achevé en 1996, est financé par la Grains Research & Development Corporation. Une de ses études postdoctorales s'est déroulée à Hyderabad, en Inde, à l’Institut international de recherche sur les cultures des zones tropicales semi-arides, qui entreprend des analyses statistiques à base de données volumineuses appliquées à la conservation des plantes et aux ressources génétiques pour l’agriculture.

## Carrière
Bronwyn rejoint le CSIRO en 1995 en tant que boursière postdoctorale au sein de l'unité de biométrie de l'Institut des ressources naturelles et de l'environnement, qui est devenue quelques années plus tard une partie de la Division de mathématique et statistique. Elle était basée sur le campus Waite du CSIRO à Adélaïde, puis est revenue à Brisbane, dans la division renommée CSIRO Sciences mathématiques et de l'information, en 2000.
Son rôle consistait à contribuer et à diriger de plus en plus des initiatives de recherche avec le gouvernement et l'industrie, principalement dans les secteurs de l'environnement et de l'agriculture. Ces projets à grande échelle combinaient une expertise statistique et celle de scientifiques d'autres secteurs du CSIRO, ainsi que d'universités, des pouvoirs publics et de l'industrie. Les projets ont été lancés pour résoudre des problèmes environnementaux, par exemple pour surveiller la santé écologique des voies navigables dans l'une des régions les plus peuplées d'Australie, le sud-est du Queensland,. Sa carrière de chercheuse au CSIRO a été marquée par des contributions substantielles à la conception statistique de protocoles d'échantillonnage et de programmes de surveillance à l'échelle du paysage et à la modélisation statistique spatio-temporelle des systèmes agroenvironnementaux. Elle a quitté le CSIRO pour QUT en 2014 après avoir occupé des postes de direction dans les programmes phares du CSIRO (directrice adjointe, agriculture durable) et dans ses divisions (chef du département de mathématiques, informatique et statistique du CSIRO, puis chef du département informatique du CSIRO).
Au CSIRO, elle a activement encouragé la coopération internationale avec les agences chinoises de recherche et de cartographie, notamment en permettant l’accès aux données d’observation de la Terre pour la recherche environnementale. Elle a également joué un rôle clé dans les programmes de diversité et d'inclusion de l'organisation.
Le rôle de Bronwyn lors de son adhésion à QUT en 2014 était double. Elle a été vice-doyenne de la recherche à la faculté des sciences et de l'ingénierie, la plus grande de l'université, et directrice adjointe de la recherche à l'Institut des environnements futurs (IFE). Bronwyn est passée au poste de directrice exécutive de l'IFE en juillet 2016, dont l'objectif est de générer un impact sur la recherche pour l'industrie, le gouvernement et la communauté, en exploitant les atouts disciplinaires de la QUT via ses six facultés.
En juillet 2018, Bronwyn rejoint l'Université du Queensland en tant que vice-chancelière (recherche) et vice-présidente (recherche). Elle est chargée d'améliorer la performance et la réputation de l'université en matière de recherche, de formation à la recherche et de collaboration avec des parties prenantes externes, au niveau national et international.

## Prix et distinctions
Bronwyn est active dans la communauté de recherche statistique locale et internationale. Elle a occupé des postes de direction dans les branches des États de l'Australie méridionale et du Queensland de la Statistical Society of Australia  et a cofondé sa section de statistiques de l'environnement. En 2013-2014, elle a été présidente de l'International Environmetrics Society (TIES) et en 2008, elle a reçu le prix Abdel El-Shaarawi des jeunes chercheurs pour ses « contributions à la construction d'indices biologiques de la qualité de l'eau douce; pour l'élaboration de programmes de surveillance de la qualité de l'eau pour le leadership exceptionnel et la constitution de groupes au sein du CSIRO; pour les précieuses contributions apportées à TIES en tant qu’organisatrice de la conférence, trésorière et membre du conseil d’administration. » Bronwyn est un membre élu de l'Institut international de statistique (ISI).
Bronwyn a été professeure auxiliaire à l'Université de Wollongong et à l'Université Griffith et bénéficié de plusieurs bourses de recherche, notamment à l'administration nationale chinoise de topographie, de cartographie et de géoinformation et à l'Institut supérieur de mathématiques, de statistique et d'informatique CR Rao en Inde. En 2013, elle a été nommée membre de l'Académie australienne des sciences technologiques et de l'ingénierie et a écrit pour son magazine. Bronwyn a été rédactrice en chef adjointe de nombreuses revues internationales et a contribué au plan décennal pour les sciences mathématiques, au plan décennal des sciences des écosystèmes australien, et au plan décennal de l'agriculture, tous pris en charge par l'Académie australienne des sciences .
Bronwyn siège actuellement aux conseils d'administration d’Innovation and Science Australia , de l’Alliance pour l’internet des objets (IoTAA) et de Integrated Marine Observing Systems (IMOS) ; le comité consultatif scientifique indépendant pour la GBR, le comité consultatif scientifique international pour la Great Barrier Reef Foundation  et le Centre de recherche sur le phénotypage et l'imagerie des plantes au Canada.